# Zenicomus ignicolor
Zenicomus ignicolor là một loài bọ cánh cứng trong họ Cerambycidae.